# العلاقات التركية القبرصية
العلاقات التركية القبرصية هي العلاقات الثنائية التي تجمع بين تركيا وقبرص.

## مقارنة بين البلدين
هذه مقارنة عامة ومرجعية للدولتين:
| وجه المقارنة                                              | تركيا         | قبرص                                                                 |
| --------------------------------------------------------- | ------------- | -------------------------------------------------------------------- |
| المساحة (كم2)                                             | 783.56 ألف    | 9.24 ألف                                                             |
| عدد السكان (نسمة)                                         | 80.14 مليون   | 1.14 مليون                                                           |
| الكثافة السكانية (ن./كم²)                                 | 102.28        | 123.38                                                               |
| العاصمة                                                   | أنقرة         | نيقوسيا                                                              |
| اللغة الرسمية                                             | اللغة التركية | اليونانية الحديثة، اللغة التركية، لغة يونانية                        |
| العملة                                                    | ليرة تركية    | يورو، جنيه قبرصي                                                     |
| الناتج المحلي الإجمالي (بليون دولار)                      | 851.10 مليار  | 21.65 مليار                                                          |
| الناتج المحلي الإجمالي (تعادل القوة الشرائية) بليون دولار | 1.57 تريليون  | 26.73 مليار                                                          |
| الناتج المحلي الإجمالي الاسمي للفرد دولار أمريكي          | 9.12 ألف      | 23.24 ألف                                                            |
| الناتج المحلي الإجمالي للفرد دولار أمريكي                 | 19.79 ألف     | 30.24 ألف                                                            |
| مؤشر التنمية البشرية                                      | 0.761         | 0.850                                                                |
| رمز المكالمات الدولي                                      | +90           | +357                                                                 |
| رمز الإنترنت                                              | .tr           | .cy                                                                  |
| المنطقة الزمنية                                           | ت ع م+03:00   | ت ع م+02:00، ت ع م+03:00، توقيت شرق أوروبا، توقيت شرق أوروبا الصيفي ‏ |

## مدن متوأمة
في ما يلي قائمة باتفاقيات التوأمة بين مدن تركية وقبرصية:
- ترتبط كوزلباغجة مع غرنة باتفاقية توأمة منذ 2011.[15][16]
- ترتبط تكيرداغ مع فاماغوستا باتفاقية توأمة منذ 2012.
- ترتبط أنطاليا مع فاماغوستا باتفاقية توأمة منذ 1997.[17][17][17][18]
- ترتبط أنقرة مع نيقوسيا باتفاقية توأمة منذ 1990.
- ترتبط إزمير مع فاماغوستا باتفاقية توأمة منذ 1995.[19][19][19][19]

## منظمات دولية مشتركة
يشترك البلدان في عضوية مجموعة من المنظمات الدولية، منها:
| علم المنظمة | اسم المنظمة                               | تاريخ انضمام تركيا | تاريخ انضمام قبرص |
| ----------- | ----------------------------------------- | ------------------ | ----------------- |
|             | المنظمة الأوروبية لسلامة الملاحة الجوية   | 1989               | 1991              |
|             | المنظمة الهيدروغرافية الدولية             | ?                  | ?                 |
|             | منظمة الشرطة الجنائية الدولية             | ?                  | ?                 |
|             | الاتحاد البريدي العالمي                   | ?                  | ?                 |
|             | منظمة التجارة العالمية                    | 26 مارس 1995       | ?                 |
|             | الفريق المعني برصد الأرض                  | ?                  | ?                 |
|             | مجموعة الموردين النوويين                  | ?                  | ?                 |
|             | مؤسسة التنمية الدولية                     | 22 ديسمبر 1960     | 2 مارس 1962       |
|             | منظمة الأمن والتعاون في أوروبا            | 25 يونيو 1973      | 25 يونيو 1973     |
|             | مؤسسة التمويل الدولية                     | 19 ديسمبر 1956     | 2 مارس 1962       |
|             | مجلس أوروبا                               | 9 أغسطس 1949       | ?                 |
|             | منظمة حظر الأسلحة الكيميائية              | ?                  | ?                 |
|             | الأمم المتحدة                             | 24 أكتوبر 1945     | 20 سبتمبر 1960    |
|             | الاتحاد الدولي للاتصالات                  | 1866               | 24 أبريل 1961     |
|             | البنك الدولي للإنشاء والتعمير             | 11 مارس 1947       | 21 ديسمبر 1961    |
|             | مجموعة أستراليا                           | 2000               | 2000              |
|             | المركز الدولي لتسوية المنازعات الاستشارية | 2 أبريل 1989       | 25 ديسمبر 1966    |
|             | وكالة ضمان الاستثمار متعدد الأطراف        | 3 يونيو 1988       | 12 أبريل 1988     |
|             | يونسكو                                    | 4 نوفمبر 1946      | 6 فبراير 1961     |

## أعلام
هذه قائمة لبعض الشخصيات التي تربطها علاقات بالبلدين:
- آصلى أنور (ممثلة تركية، 10 مايو 1984[27] – )
- ألب أرسلان توركش (سياسي تركي، 25 نوفمبر 1917 – 5 أبريل 1997)
- ستيلا أكيمان (1953 – )
- فاتح تريم (لاعب ومدرب كرة قدم تركي، 14 سبتمبر 1953 – )
- كامل باشا (1833 – 14 نوفمبر 1913)
- كولن كاظم ريتشاردز (لاعب كرة قدم تركي، 26 أغسطس 1986 – )
- لينوبامباكي
- محمد أمين باشا القبرصي (صدر أعظم عثماني، 1813 – 1881)
- محمد محمد عادل الحقاني (29 مارس 1957 – )
- محمد ناظم الحقاني (21 أبريل 1922 – 7 مايو 2014[28])
- موزي عزت (لاعب كرة قدم تركي، 31 أكتوبر 1974[29] – )
- هازار إيرجوتشلو (1992[30] – )

## وصلات خارجية
- موقع وزارة الخارجية التركية
- موقع وزارة الخارجية القبرصية